# Otto Vergaerde
Otto Vergaerde (Gante, 15 de julho de 1994) é um desportista belga que compete em ciclismo nas modalidades de pista, especialista na prova de madison, e rota, pertencendo à equipa Alpecin-Fenix desde o ano 2019.
Ganhou uma medalha de bronze no Campeonato Mundial de Ciclismo em Pista de 2015, na prova de madison, e duas medalhas no Campeonato Europeu de Ciclismo em Pista de 2014, ouro em scratch e prata em madison.

## Medalheiro internacional
| Campeonato Mundial | Campeonato Mundial      | Campeonato Mundial | Campeonato Mundial |
| Ano                | Lugar                   | Medalha            | Competição         |
| ------------------ | ----------------------- | ------------------ | ------------------ |
| 2015               | Saint-Quentin ( França) | Medalha de bronze  | Madison            |
| Campeonato Europeu |                         |                    |                    |
| Ano                | Lugar                   | Medalha            | Competição         |
| 2014               | Baie-Mahault ( França)  | Medalha de ouro    | Scratch            |
| 2014               | Baie-Mahault ( França)  | Medalha de prata   | Madison            |

## Palmarés

### Pista
2013
- Campeonato da Bélgica em perseguição por equipas (com Tiesj Benoot, Aimé De Gendt e Jonas Rickaert)

2014
- Campeonato de Europa de Scratch
- 2.º no Campeonato de Europa de Madison (com Kenny De Ketele)
- 2.º no Campeonato de Europa de Madison Sub23 (com Jasper De Buyst)

2015
- 3.º no Campeonato do Mundo em Madison (fazendo casal com Jasper De Buyst)